# Orvosi somkóró
Az orvosi somkóró (Melilotus officinalis) a hüvelyesek családjába tartozó növényfaj.

## Jellemzése

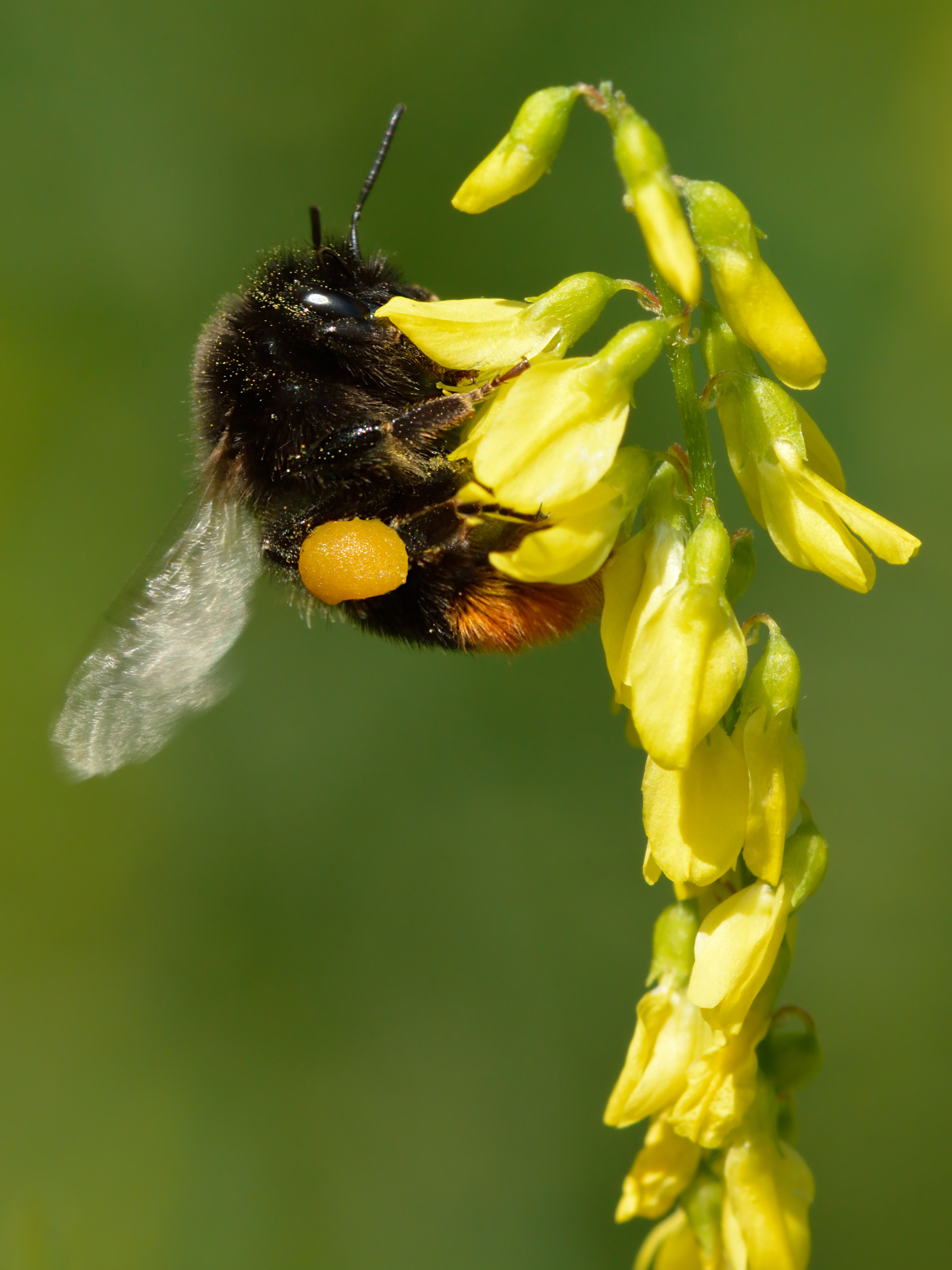
Kövi poszméh (Bombus lapidarius) a virágain Tallinnban

A 30–90 cm magas orvosi somkóró egynyári vagy áttelelő kétnyári, lágy szárú növény, amely egész Európában és Észak-Ázsiában elterjedt. Zöld, barázdált, ismételten elágazó szárán 3 fogazott szélű levélkéből álló leveleket találunk. Igen apró, sárga, illatos virágai hosszú fürtökbe rendeződnek. Termése sárgásbarna, tojásdad hüvelytermés.

## Felhasználása
Az orvosi somkóró vénás keringési zavarok, valamint vénás és nyirokelégtelenség ('aranyér, lábdagadás, visszér, ödéma') esetén alkalmazható. Emésztési zavarok (felfúvódás, renyhe emésztés, bélgázképződés) kezelésekor is jótékony hatású. Vízhajtóként is használják. Más növényekkel (vadgesztenye, vörös bortermő szőlő) együtt is alkalmazható. Külsőleg különböző okokból (hosszan tartó megerőltető nézés, füstös környezet) eredő szembántalmakra, zúzódásra, rándulásra, felszíni vérzésre is ajánlott.
Az orvosi somkóró vénafal-erősítő, ödémaellenes és érvédő tulajdonságokkal rendelkezik. Szabályozza a máj- és nyirokműködést, valamint véralvadásgátló hatást fejt ki. Flavonoidjainak köszönhetően vízhajtóként és görcsoldóként is ismert.

## Figyelmeztetés
Az állatoknál megfigyelt mérgezések okozója a dikumarol. Az enyhe altató hatású tiszta kumarin májra való mérgező hatása csak nagyobb adagnál érvényesül.
Hajtásának és virágainak étrend-kiegészítőkben való felhasználását – ismert mellékhatásaik miatt – tiltja az OÉTI.